# Morgan le Fay
În legenda Regelui Arthur, Morgan le Fay ( /ˈmɔrɡən lə ˈfeɪ/, care înseamnă „Morgan Zâna”), cunoscută alternativ ca Morgan[ n]a, Morgain[a/e ], Morg[a]ne, Morgant[e], Morge[i]n și Morgue[in] printre alte nume și ortografii (în galeză Morgên y Dylwythen Deg, în cornică Morgen an Spyrys), este o puternică magiciană. Primele apariții ale lui Morgan nu elaborează personajul ei dincolo de rolul ei de zeiță, zână, magiciană sau vrăjitoare, în general binevoitoare și înrudită cu Regele Arthur, ca și magiciană salvatoare și protectoare a sa. Importanța ei a crescut pe măsură ce legendele s-au dezvoltat de-a lungul timpului, la fel ca și ambivalența ei morală, iar în unele texte există o transformare evolutivă a ei într-un caracter antagonic, în special așa cum este descrisă în proza ciclică, cum ar fi Lancelot-Graal și Ciclul post-vulgata. Un aspect semnificativ în multe dintre iterațiile medievale și ulterioare ale lui Morgan este dualitatea imprevizibilă a naturii ei, cu potențial atât pentru bine, cât și pentru rău.